# Siphocampylus secundus
Siphocampylus secundus är en klockväxtart som beskrevs av Franz Elfried Wimmer. Siphocampylus secundus ingår i släktet Siphocampylus och familjen klockväxter.
Artens utbredningsområde är Peru. Inga underarter finns listade i Catalogue of Life.